# 旧友 (1943年の映画)
『旧友』（きゅうゆう、原題：Old Acquaintance）は、1943年に製作・公開されたアメリカ合衆国の映画である。1940年にニューヨークで初演されたジョン・ヴァン・ドルーテンの戯曲の映画化であり、ヴィンセント・シャーマンが監督、ベティ・デイヴィスとミリアム・ホプキンスが主演した。
1981年にジョージ・キューカー監督が『ベストフレンズ』としてリメイクしている。

## キャスト
- キャサリン・マーロウ：ベティ・デイヴィス
- ミリー・ドレイク：ミリアム・ホプキンス
- ラッド・ケンドール：ギグ・ヤング
- プレストン（ミリーの夫）：ジョン・ローダー

## スタッフ
- 監督：ヴィンセント・シャーマン
- 製作総指揮：ジャック・L・ワーナー
- 製作：ヘンリー・ブランク
- 脚色：レノア・J・コフィ
- 音楽：フランツ・ワックスマン
- 音楽監督：レオ・F・フォーブスタイン
- 撮影監督：ソル・ポリート
- 編集：テリー・O・モース
- 美術：ジョン・ヒューズ
- 装置：フレッド・M・マクリーン
- 衣裳：オリー＝ケリー